# If We Ever Meet Again
If We Ever Meet Again è un singolo del rapper statunitense Timbaland, pubblicato il 15 febbraio 2010 come quarto estratto dal terzo album in studio Shock Value II.
Il singolo ha visto la collaborazione della cantante statunitense Katy Perry.

## Pubblicazione
Il brano, insieme a We Belong to the Music, in duetto con Miley Cyrus, era stato pubblicato come singolo promozionale sull'iTunes statunitense il 1º dicembre 2009 prima dell'uscita dell'album. A partire dal 19 dicembre 2009, If We Ever Meet Again è apparso per una sola settimana alla posizione 98 nella Billboard Hot 100.

## Video musicale
Il videoclip, girato nel dicembre 2009, è stato diretto dal regista americano Paul "Coy" Allen che aveva già lavorato con Timbaland in Morning After Dark e Say Something. È stato trasmesso in anteprima il 18 gennaio 2010 e a partire dal 19 gennaio è apparso in diversi canali musicali britannici.

## Classifiche
| Classifica (2009/2010) | Posizione massima |
| ---------------------- | ----------------- |
| Australia              | 9                 |
| Austria                | 10                |
| Belgio (Fiandre)       | 12                |
| Belgio (Vallonia)      | 38                |
| Canada                 | 4                 |
| Europa                 | 11                |
| Estonia                | 1                 |
| Danimarca              | 22                |
| Finlandia              | 11                |
| Francia                | 5                 |
| Germania               | 9                 |
| Irlanda                | 3                 |
| Islanda                | 5                 |
| Italia                 | 10                |
| Norvegia               | 7                 |
| Nuova Zelanda          | 1                 |
| Paesi Bassi            | 27                |
| Regno Unito            | 3                 |
| Repubblica Ceca        | 1                 |
| Slovacchia             | 6                 |
| Spagna                 | 7                 |
| Svezia                 | 19                |
| Svizzera               | 7                 |
| Ungheria               | 20                |
| Stati Uniti            | 37                |